# Yevgueni Donskói
Yevgueni Yevguénievich Donskói (Moscú, Rusia, 9 de mayo de 1990) es un jugador de tenis ruso.
En el Torneo de Dubái 2017 superó la fase previa y en primera ronda derrotó a su compatriota Mijaíl Yuzhny por 6-4, 6-4. Pero el batacazo lo daría en la segunda ronda donde salvando 3 Match Points, venció al ex número 1 del mundo y ganador de 20 títulos de Grand Slam, Roger Federer por 3-6, 7-6(9), 7-6(5). Luego caería en tercera ronda ante el francés, Lucas Pouille, por 4-6, 7-5, 6-7(2). 

## Carrera
Comenzó a jugar al tenis con su padre, Evgeny, quien le dio su primera raqueta a los siete años. Su padre es un hombre de negocios al igual que su madre, Irina. Su ídolo de pequeño fue Yevgueni Káfelnikov. Su superficie favorita es la pista dura y considera la derecha como su mejor golpe.
Hasta el momento ha obtenido siete títulos de la categoría ATP Challenger Series, seis de ellos en la modalidad de individuales y el restante en dobles.

### Copa Davis
Desde 2013 es participante del Equipo de Copa Davis de Rusia. Tiene en esta competición un récord total de partidos ganados/perdidos de 1/1 (1/1 en individuales y 0/0 en dobles).

### 2005-2008: Éxito como júnior y primeras experiencias como profesional
Como júnior Yevgueni Donskói ganó varios torneos desde el 2005 hasta el 2008, y subió en el ranking mundial júnior hasta la posición n.º 20. Su mejor resultado en un torneo de Grand Slam júnior, fueron los cuartos de final en el Torneo de Roland Garros 2008. 
Su primeros puntos para el ranking como profesional los logró en agosto de 2007, cuando derrotó a Ivo Klec en la primera ronda del Challenger de Ginebra. En junio de 2008, ganó, por primera vez, un torneo futures en Ucrania. Recibió una invitación para participar en el cuadro principal del Torneo de Moscú pero cayó derrotado ante el serbio Viktor Troicki.

### 2009-2012: Primera victoria de partido ATP y títulos Challenger
En 2009, Yevgueni Donskói no pudo ganar un título, pero llegó a varios cuartos de final en torneos challenger y por primera vez subió al top 400 del ranking mundial. En octubre de 2009, recibió nuevamente una invitación para el Torneo de Moscú, pero fue derrotado en tres sets contra Potito Starace.
En mayo de 2010, Donskói clasificó para el torneo ATP de Torneo de Belgrado, pero perdió en la primera ronda ante el eventual semifinalista Filip Krajinovic. Después de dos semifinales en torneos challenger, disputó por primera vez la fase de clasificación para el Abierto de Estados Unidos.
En febrero de 2011, Yevgueni Donskói ganó su primer título en el torneo Challenger de Casablanca derrotando en la final al italiano Alessio di Mauro. Después de ganar dos semanas más tarde en España un torneo futures finalmente puso fin a su racha de victorias en trece partidos ganados consecutivos en la primera ronda del torneo Challenger de Marrakech. En junio de 2011 Donskói consiguió su primera victoria ante un top 100, mientras disputaba el Challenger de Kosice al derrotar a Rubén Ramírez Hidalgo, pero tuvo que retirarse en semifinales contra Simon Greul. Tres semanas más tarde estaba en el Challenger de Braunschweig como clasificado por segunda vez en una final de challenger, que perdió ante Lukáš Rosol.
El primer éxito de 2012 sucedió en febrero en el Challenger de Quimper, en la que fue eliminado en las semifinales contra Malek Jaziri. Dos semanas más tarde, se trasladó al Challenger de Meknes, donde ganó su segundo título derrotando a Adrian Ungur en la final. Luego ganó los challenger de Astana, Segovia y Loughborough. Ganó su quinto título challenger de 2012 en el Challenger de Siberia, donde derrotó al ucraniano Illya Marchenko en la final por 6-7(6), 6-3, 6-2.

### 2013
Yevgueni Donskói terminó en el top 100 por segundo año consecutivo, destacó por su primer cuartos de final en un torneo ATP World Tour en el Torneo de 's-Hertogenbosch (perdió ante el campeón final Nicolas Mahut). Alcanzó su mayor clasificación del ranking mundial al llegar al puesto número 65 el 8 de julio y ganó 13 partidos. Fue el primer año en jugar en el cuadro principal de todos los torneos de Grand Slam, acumuló un récord de 5-4. En el Grand Slam de debut en el cuadro principal del Abierto de Australia, derrotó a su compatriota Mijaíl Yuzhny en 5 sets, para posteriormente caer derrotado en tercera ronda ante el japonés Kei Nishikori. También llegó a tercera ronda en el Abierto de Estados Unidos, segunda ronda en Roland Garros y primera ronda en Wimbledon cayendo derrotado ante John Isner.

## Títulos; 13 (12 + 1)
| Leyenda                        | Individuales | Dobles |
| ------------------------------ | ------------ | ------ |
| Grand Slam (tenis)\|Grand Slam | 0            | 0      |
| ATP World Tour Finals          | 0            | 0      |
| ATP World Tour Masters 1000    | 0            | 0      |
| ATP World Tour 500 Series      | 0            | 0      |
| ATP World Tour 250 Series      | 0            | 0      |
| ATP Challenger Series          | 12           | 1      |

### Individuales
| N.º | Fecha      | Torneo                       | Superficie    | Oponente en la final | Resultado        |
| --- | ---------- | ---------------------------- | ------------- | -------------------- | ---------------- |
| 1.  | 26.02.2011 | Challenger de Casablanca     | Tierra batida | Alessio di Mauro     | 2–6, 6–3, 6–3    |
| 2.  | 25.02.2012 | Challenger de Meknes         | Tierra batida | Adrian Ungur         | 6–1, 6–3         |
| 3.  | 29.07.2012 | Challenger de Astana         | Dura          | Marsel İlhan         | 6–3, 6–4         |
| 4.  | 26.08.2012 | Challenger de Segovia        | Dura          | Albano Olivetti      | 6–1, 7–6(11)     |
| 5.  | 11.11.2012 | Challenger de Loughborough   | Dura          | Jan-Lennard Struff   | 6–2, 4–6, 6–1    |
| 6.  | 25.11.2012 | Challenger de Siberia        | Dura          | Iliá Marchenko       | 6–7(6), 6–3, 6–2 |
| 7.  | 09.08.2015 | Challenger de Segovia (2)    | Dura          | Marco Chiudinelli    | 7–6(2), 6–3      |
| 8.  | 03.04.2016 | Challenger de Ra'anana       | Dura          | Ričardas Berankis    | 6-4, 6-4         |
| 9.  | 31.07.2016 | Challenger de Astana (2)     | Dura (i)      | Konstantin Kravchuk  | 6-3, 6-3         |
| 10. | 12.03.2017 | Challenger de Zhuhai         | Dura          | Thomas Fabbiano      | 6-3, 6-4         |
| 11. | 08.10.2017 | Challenger de Kaohsiung      | Moqueta       | Marius Copil         | 7-6, 7-5         |
| 12. | 21.07.2019 | Challenger de Nur-sultán (3) | Dura (i)      | Sebastian Korda      | 7-6(5), 3-6, 6-4 |

### Dobles
| N.º | Fecha      | Torneo                | Superficie | Pareja        | Oponentes en la final          | Resultado  |
| --- | ---------- | --------------------- | ---------- | ------------- | ------------------------------ | ---------- |
| 1.  | 13.11.2011 | Challenger de Ginebra | Dura (i)   | Ígor Andréiev | James Cerretani Adil Shamasdin | 7-61, 7-62 |